# Karmir Blur
Karmir Blur (en armeni: Կարմիր բլուր «Pujol Vermell»), és un pujol situat a l'oest d'Erevan en la riba esquerra del riu Hrazdan d'Armènia. En aquell lloc s'han trobat restes d'antics assentaments, incloent la ciutat fortalesa de Teishebaini del regne Urartu.

## Història
Aquest assentament va ser cremat i destruït probablement durant el regnat de Argisti I, durant l'expansió al nord d'Urartu cap al Caucas del sud. Després de la conquesta de la «terra d'Aza» pels urartians, Karmir es va anar difuminant durant cent anys, doncs els reis de Urartu no van mostrar interès pel lloc. Únicament el rei Rusa II va construir una fortalesa en aquesta àrea de Teishebaini. Al segle vi aC va ser capturat i cremat pels escites. És possible que el pujol rebés el nom de «vermell» després de l'incendi, com a resultat del color que van prendre els maons amb els que havien estat construïdes les edificacions.

## Excavacions arqueològiques
Karmir Blur va atreure l'atenció dels arqueòlegs a partir de l'any 1936, quan el geòleg A. P. Demekhin estudiant els basalts del riu Hrazdan, va descobrir en la part superior del pujol un fragment de pedra amb una inscripció cuneïforme. Va organitzar una recerca arqueològicaque aviat va portar al descobriment de les ruïnes d'un antic assentament en aquest pujol. A partir de l'any 1939 el lloc ha estat objecte d'excavacions sistemàtiques, que han demostrat que Karmir Blur ja existia als segles VII - VI aC quan també hi havia la ciutat fortificada de Teishebaini. Les capes d'estudi estableixen que anteriorment als segles XIII-VIII aC existien assentaments de l'edat del Coure i del Bronze.
Els assentaments pre-uriartans estaven construïts en cercle o en rectangle. En els habitatges es van descobrir pous per guardar cereals i figures antropomòrfiques de déus de pedra, probablement símbols de fertilitat del sòl. Tots els assentaments d'abans de la creació del Regne de Urartu, situats en la riba esquerra del riu Hrazdan tenien molt en comú. Probablement les zones de Karmir Blur van pertànyer a la «terra d'Aza», esmentada en els annals urartians. L'any 2013 van descobrir un lloc d'enterrament del regne de Urartu amb prop de 500 tombes.

## Galeria

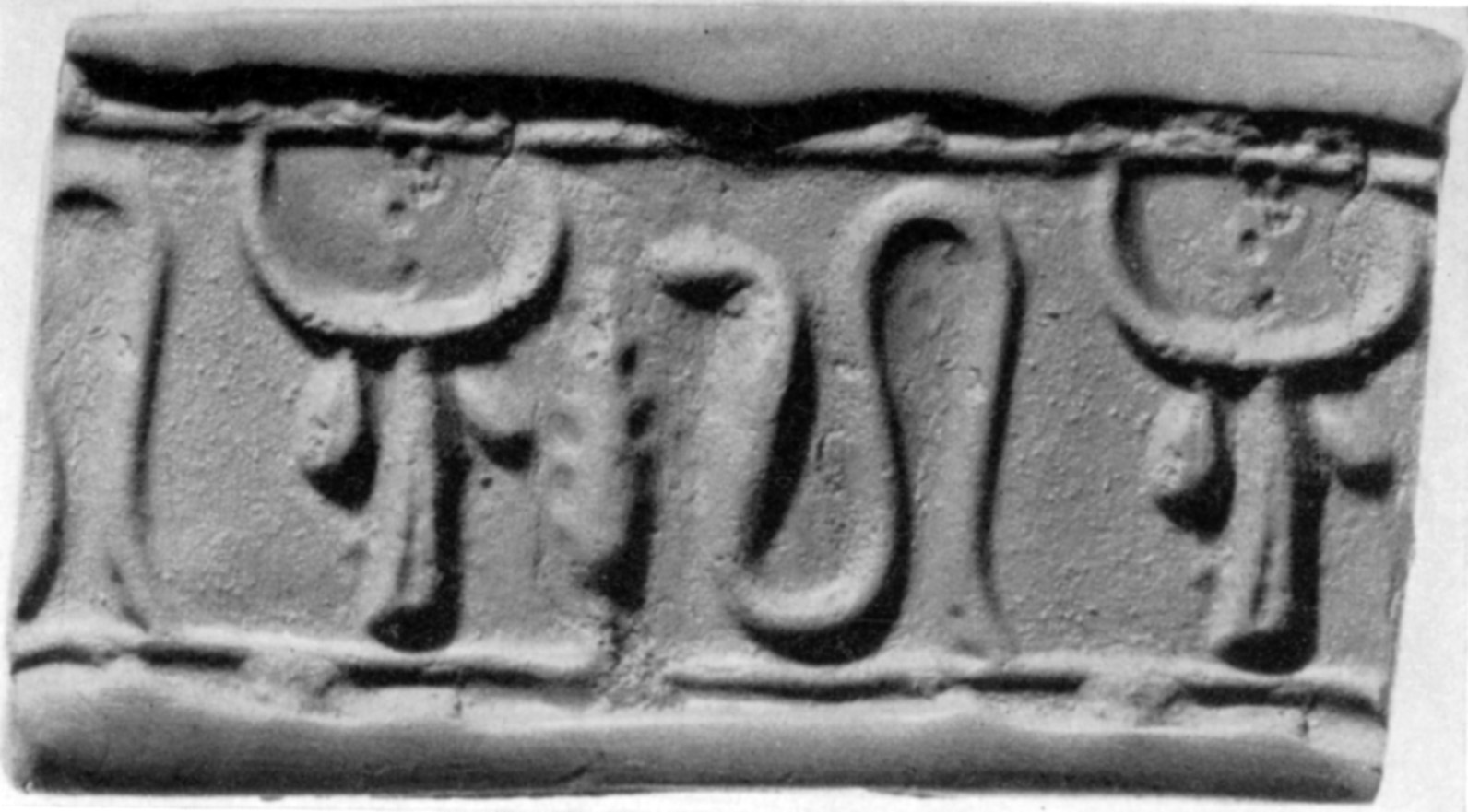
Segell cilíndric amb la imatge de la serp, Karmir Blur, Museu d'Història d'Armènia.
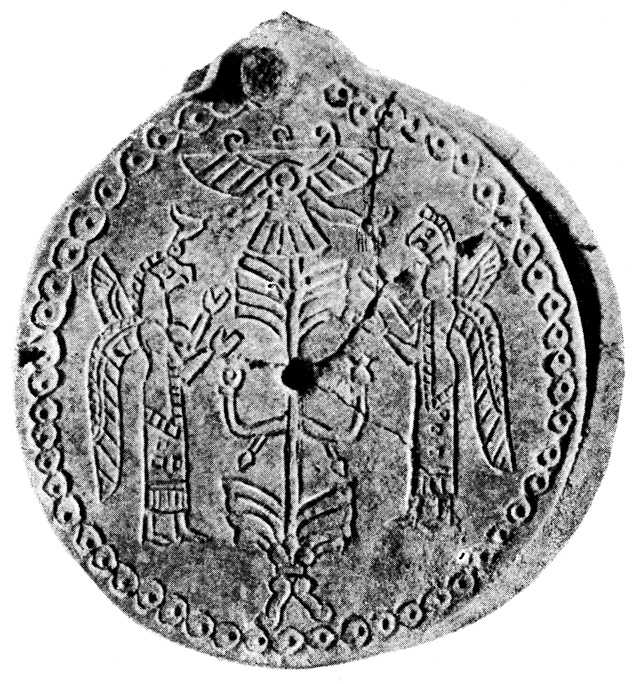
Tapa d'un arca de pedra, Karmir Blur, Museu Erebuni. El disc alado apareix en un context d'adoració de l'arbre de la vida.
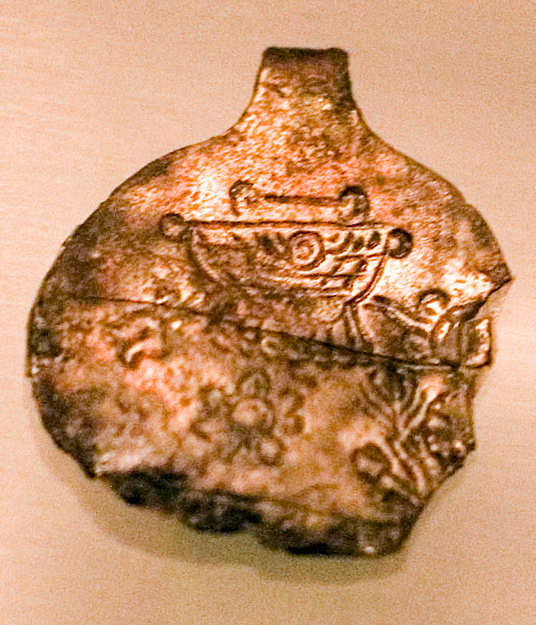
Medalló de plata del període de decadència de Urartu, Karmir Blur, Museu d'Història d'Armènia.